# Benoît-Dominique de la Soujeole
Benoît-Dominique de la Soujeole (* 21. August 1955 in Toulouse) ist ein französischer römisch-katholischer Theologe und Dominikaner. Er lehrt an der Universität Freiburg in der Schweiz.
De la Soujeole promovierte 1997 zum Doktor der Theologie und wurde 1999 Professor für dogmatische Theologie in Freiburg. Er wandte sich 2014 gegen die Ehrendoktorwürde für Judith Butler durch die Universität. Er erklärte laut «La Liberté», er befürworte weder die Gender-Studien noch die Verleihung des Ehrendoktortitels an Butler. Deshalb wolle er dem Dies academicus fernbleiben.
Am 17. Dezember 2016 ernannte ihn Papst Franziskus zum Konsultor der Kongregation für das Katholische Bildungswesen.
Seit 2023 ist er als Nachfolger von Guido Vergauwen Provinzial der Schweizer Dominikanerprovinz.

## Publikationen
- 2007: Eléments pour une spiritualité de l'Eglise